# GO (KREVAのアルバム)
『GO』（ゴー）は、2011年9月8日に発売されたKREVAの5枚目のアルバム。発売元はポニーキャニオン。

## 概要
- オリジナルアルバムとしては『心臓』からちょうど2年ぶりであり、9月8日「クレバの日」に発売された。
- アルバムタイトルの「GO」は自身にとって5枚目のアルバムということから付けられた。
- DVD+オリジナルTシャツが付いた5,555枚限定の完全限定生産盤と、DVDが付いた初回限定盤と通常盤の3形態でリリース。

## 解説
本作はファンへ強く向けた作品となっており、自分の音楽に興味のないリスナーに重点を置いていたそれまでの作品とは違ったものになったと本人は語っている。当初はラップと歌が半分ずつあるというコンセプトアルバムのような作品を制作しようとしていたが、シングル「挑め」のリリースでラップへの意識が高まり、その後起きた東日本大震災を受け、自分の一番得意なラップをしようと決め、ラップをより重視したアルバムになったという。
なお、フル・アルバムとして本作は初めてラッパーの客演はなく、以前から交流があり客演としても参加している三浦大知と、同じポニーキャニオンに所属する阿部真央の2人のシンガーが参加している。これに対しKREVAは「偉そうな言い方になってしまうけど、このアルバムに呼びたいラッパーがいなかった。シングルのカップリングでいろんなラッパーに参加してもらったからというのも理由のひとつですね。」と述べている。
ライブでの構成を自由に組み立てたいという意向から、あえて曲順は意識せずに決められた。

## 収録曲

### CD
1. 基準
  - 作詞/作曲:KREVA

リード曲。PVも制作され、MTV VMAJ 2012では最優秀ヒップホップビデオ賞を受賞した。
2019年2月27日に完全生産限定でカセットシングル「基準～2019 Ver.～ / ストロングスタイル～2019 Ver.～」が発売され、「ストロングスタイル」と共にリメイクされた。これはソロデビュー15周年を記念して行われた9ヶ月連続リリースの一環で発売されたもので、企画の第2弾にあたる[3]。
2. 挑め
  - 作詞/作曲:KREVA

14thシングル
3. KILA KILA
  - 作詞:KREVA/作曲:MAJOR MUSIC a.k.a. Bastiany & HirOshima、KREVA

16thシングル
4. 蜃気楼 feat.三浦大知
  - 作詞:KREVA、三浦大知/作曲:MAJOR MUSIC a.k.a. Bastiany & HirOshima、KREVA
5. 呪文
  - 作詞/作曲:KREVA
6. runnin' runnin'
  - 作詞/作曲:KREVA
7. HOT SUMMER DAYS
  - 作詞/作曲:KREVA
8. 微炭酸シンドローム feat.阿部真央
  - 作詞:KREVA、阿部真央/作曲:熊井吾郎、KREVA
9. パーティーはIZUKO?
  - 作詞:KREVA/作曲:MAJOR MUSIC a.k.a. Bastiany & HirOshima、KREVA
10. C'mon, Let's go
  - 作詞/作曲:KREVA

15thシングル

Encore
1. EGAO
  - 作詞/作曲:KREVA
2. 探究心
  - 作詞/作曲:KREVA

### DVD
1. 「かも」「挑め」「C'mon,Let's go」「KILA KILA/ハヒヘホ feat. SHINGO★西成」Music Video＆各15秒SPOT・各Music Videoメイキング映像
2. 「EGAO」from 意味深3＠日本武道館